# 上駒站

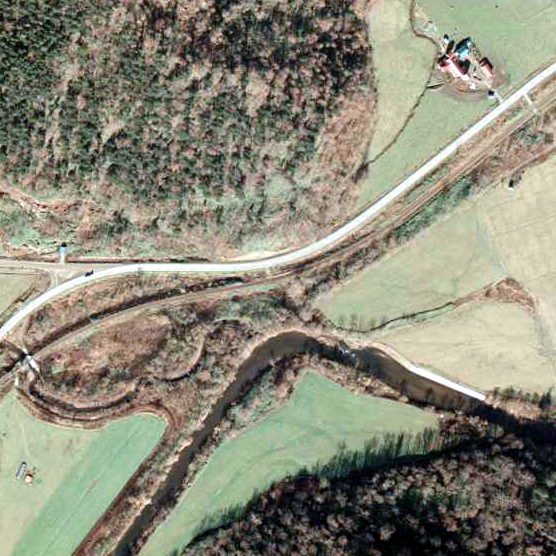
1977年的上駒臨時乘降場與方圓約500米範圍。右上方為中頓別方向。在圖片中間，於國道275號處有一條細小的道路連接路軌，在該處右邊有一個細小白色月台。周邊看不到候車室。雖然臨時乘降場名為上駒，但是靠近松音知地區，與該地區的中心有一段距離。在左邊可看見知駒內川上流的村落，兩側由於有小山，因此臨時乘降場位於山峽位置，風力會較強。

上駒站（日语：／ Kamikoma eki */?）是位於北海道枝幸郡中頓別町字上駒，北海道旅客鐵道（JR北海道）的天北線車站（廢站）。隨著天北線廢線，車站在1989年（平成元年）5月1日廢除。

## 歷史
- 1955年（昭和30年）12月2日 - 日本國有鐵道（國鐵）北見線上駒臨時乘降場（由局（日语：鉄道管理局）設定）啟用[1]}[2]。
- 1961年（昭和36年）4月1日 - 路線名稱改為天北線，成為該線上的臨時乘降場。
- 1987年（昭和62年）4月1日 - 伴隨國鐵分割民營化，車站由北海道旅客鐵道（JR北海道）營運[1]。同日升級至車站，成為上駒站[1]。
- 1989年（平成元年）5月1日 - 天北線全線廢除，此站也廢除[1]。

## 車站構造
截至車站廢除前，車站是一座地面車站，設有1面1線的單式月台。
由於車站原自臨時乘降場，因此此站是無人車站。

## 站名的由來
車站名稱取自地名「字上駒」。

## 車站周邊
車站位於廣寬的荒野。
- 國道275號（頓別國道）
- 知駒神社[3]
- 頓別川[3]
- 宗谷巴士（日语：宗谷バス）天北宗谷岬線（日语：天北線 (宗谷バス)）「上駒」巴士站

## 現況
截至2011年（平成23年），車站遺址已經沒有任何遺留的設施，附近只有巴士站。周邊都是廣寬的荒野。

## 相鄰車站
北海道旅客鐵道（JR北海道）
天北線
松音知－上駒－中頓別

## 注腳
1. 1 2 3 4 5 6  石野哲（編）. . JTB. 1998: 905. ISBN 978-4-533-02980-6 （日语）.
2. ↑  在中頓別町史 P855 中指出，在1956年12月設立了停留所。
3. 1 2  書籍《北海道道路地図 改訂版》（地勢堂，1980年3月發行）16頁。
4. ↑  書籍《北海道の鉄道廃線跡》（著：本久公洋，北海道新聞社，2011年9月發行）244-245頁。